# جزيرة سولور

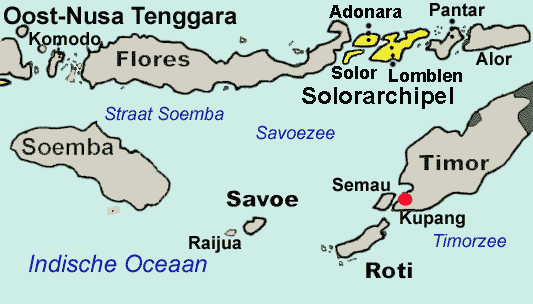
جزيرة سولور ضمن مقاطعة نوسا تنقارا الشرقية، جزر سولور باللون الأصفر

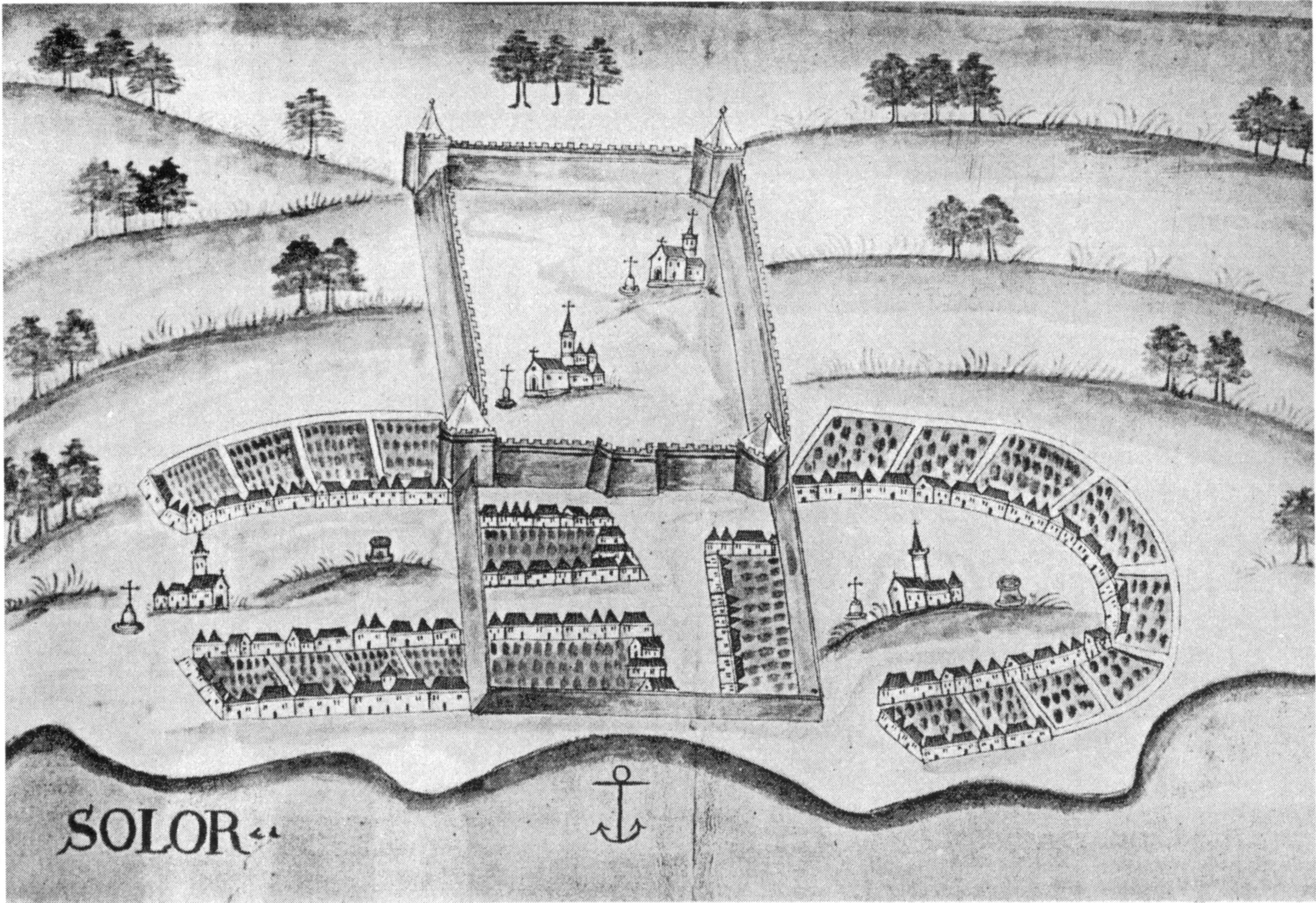
القلعة البرتغالية في سولور

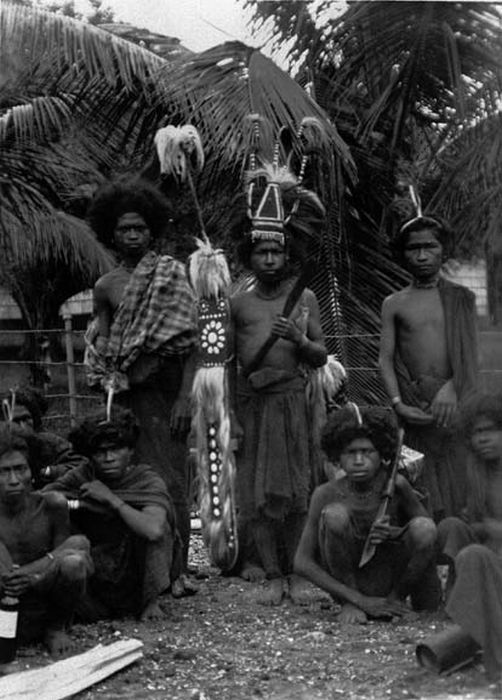
المحاربون من السكان الأصليين في الجزيرة، عام 1915

جزيرة سولور هي جزيرة بركانية تقع قبالة الطرف الشرقي لجزيرة فلوريس في جزر سوندا الصغرى في إندونيسيا، في أرخبيل سولور. سكان الجزيرة القليلون يعملون في صيد الحيتان منذ مئات السنين، ويتكلمون لغات لاماهوت وأدانورا. هناك على الأقل خمسة براكين على هذه الجزيرة التي أبعادها لا تتجاوز 40 كيلومترا (25 ميل) لـ6 كم (3.7 ميل). مساحة الجزيرة تبلغ 222 كم².
الجزيرة تتبع مقاطعة نوسا تنقارا الشرقية.